# Nkrankwanta

Nkrankwanta är en ort i västra Ghana, belägen några kilometer från gränsen till Elfenbenskusten. Den är huvudort för distriktet Dormaa West, och folkmängden uppgick till 10 824 invånare vid folkräkningen 2010.